# Baleia-azul
A baleia-azul (nome científico: Balaenoptera musculus) é um mamífero marinho pertencente à subordem dos misticetos (Mysticeti) dos cetáceos. Com até 30 metros de comprimento e mais de 180 t de peso, são os maiores animais que já existiram. Longo e esguio, o corpo das baleias-azuis apresenta seu dorso em diferentes tons azuis-acinzentados, enquanto seu ventre é geralmente mais claro.
Existem pelo menos três subespécies distintas: B. m. musculus, cujo habitat restringe-se ao norte dos oceanos Atlântico e Pacífico, B. m. intermedia, do oceano Antártico e B. m. brevicauda (também conhecida como baleia-azul-pigmeia), encontrada no oceano Índico e no sul do oceano Pacífico. B. m. indica, do oceano Índico, pode ser uma outra subespécie. Como é o caso das outras espécies pertencentes à subordem dos misticetos, a dieta das baleias-azuis consiste quase que exclusivamente de pequenos crustáceos conhecidos como krill, os quais filtram da água do mar usando lâminas córneas em sua cavidade bucal. Porém, elas também podem se alimentar de pequenos peixes e lulas.
As baleias-azuis eram, até ao início do século XX abundantes em quase todos os oceanos. Caçadas durante mais de um século, foram levadas à beira da extinção pelos baleeiros, até se tornarem objeto de mecanismos de proteção adotados pela comunidade internacional em 1996. Um relatório de 2002 estimou que existam de cinco a doze mil baleias-azuis ao redor do mundo, distribuídas em pelo menos cinco agrupamentos. Contudo, pesquisas mais recentes sobre as subespécies pigmeias sugerem que a população atual é maior. Antes de serem caçadas, o maior agrupamento estava na Antártida, com aproximadamente 239 000 indivíduos. Os agrupamentos remanescentes atuais, muito menores, com algo em torno de 2000 indivíduos cada, estão localizados a noroeste dos oceanos Pacífico, Antártico e Índico. Outros dois agrupamentos de baleias-azuis encontram-se ao norte do oceano Atlântico, e há pelos menos outros dois no Hemisfério Sul.
A nadadeira dorsal das baleias-azuis é pequena, visível apenas por um curto período de tempo, enquanto mergulham. Através de seu espiráculo, elas podem produzir jatos de água de até 9 metros de altura. O volume de seus pulmões pode chegar a 5 000 ℓ. Elas também são os animais mais ruidosos do mundo, podendo emitir sons que atingem os 188 dB — mais fortes que o som de um avião a jato — e que podem ser ouvidos a mais de 800 quilômetros de distância.

## Taxonomia

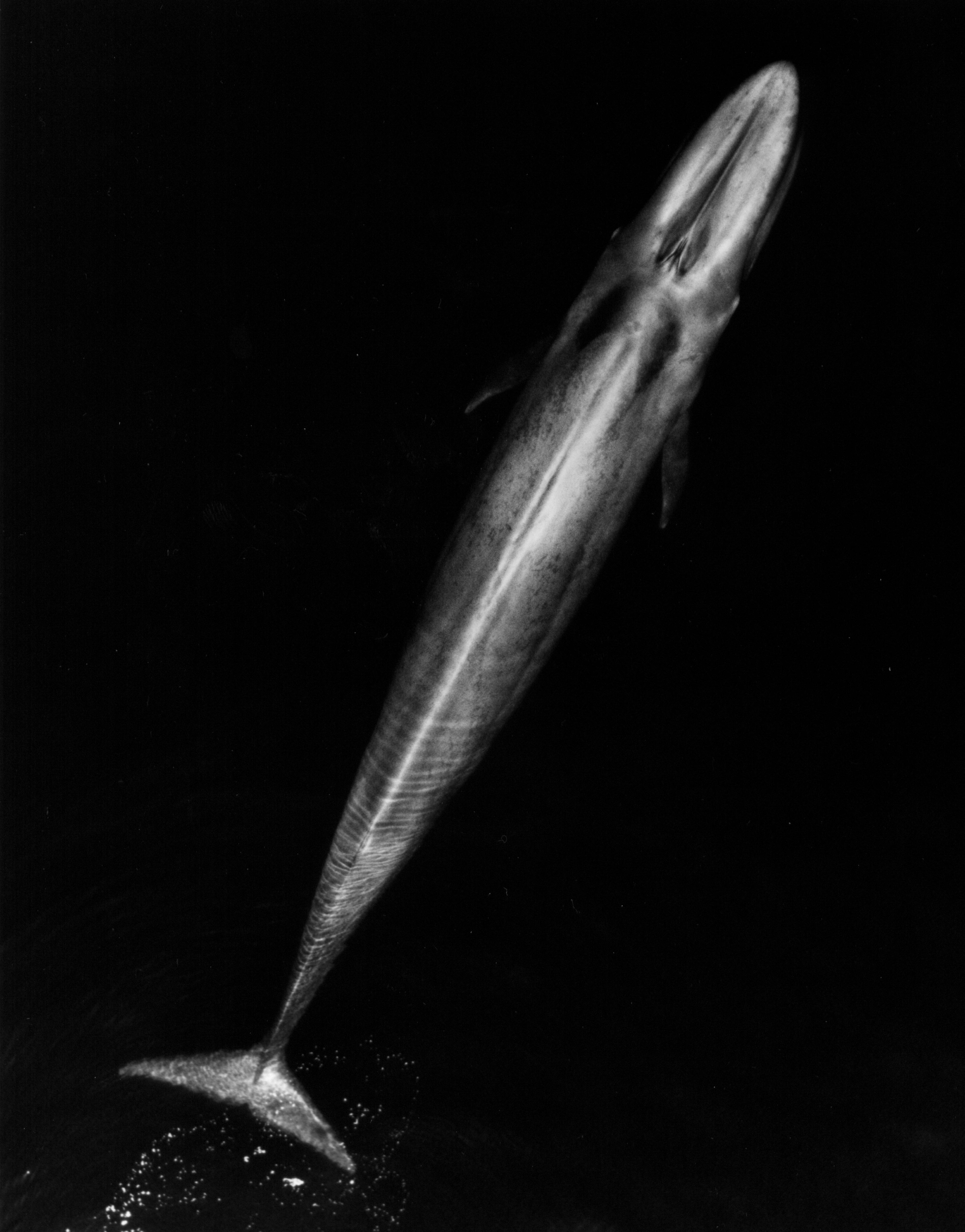
Baleia-azul adulta

Baleias-azuis são balenopterídeos, uma família que inclui as baleias-jubarte, as baleias-comuns, as baleias-de-bryde, as baleias-sei e as baleias-de-minke. Acredita-se que a família Balaenopteridae tenha divergido das outras famílias da subordem dos misticetos durante a metade do Oligoceno. Não se tem conhecimento de quando os membros destas famílias divergiram uns dos outros.
A baleia-azul é classificada usualmente como uma de oito espécies do gênero Balaenoptera; uma autoridade a atribui a um gênero monotípico, o Sibbaldus, contudo esta atribuição não é reconhecida. Análises usando sequenciamento de DNA indicam que as baleias-azuis são filogeneticamente mais próximas às baleias-sei (Balaenoptera borealis) e às baleias-de-bryde (Balaenoptera brydei) do que às outras espécies de balenopterídeos, sendo também mais próximas às baleias-jubarte (Megaptera) e às baleias-cinzentas (Eschrichtius) do que às baleias-de-minke (Balaenoptera acutorostrata e Balaenoptera bonaerensis). Caso mais pesquisas confirmem estas descobertas, os balenopterídeos precisarão ser reclassificados.
Pelo menos onze casos de indivíduos adultos híbridos entre baleias-azuis e baleias-comuns foram documentados na natureza. Arnason e Gullberg afirmam que a proximidade genética das baleias-azuis e das comuns é equivalente à existente entre os humanos e os gorilas. Pesquisadores que estavam trabalhando na região das ilhas Fiji acreditam ter fotografado um exemplar híbrido de baleia-jubarte e baleia-azul.
A primeira publicação descrevendo a baleia-azul encontra-se na obra Phalainologia Nova (1694), de Robert Sibbald. Sibbald encontrou uma baleia-azul encalhada no Estuário de Forth, na Escócia, em setembro de 1692. Era um macho de 23,78 metros de comprimento, que tinha “placas pretas e com chifres” e “duas grandes aberturas, cuja forma assemelhava-se à de uma pirâmide”.
O sufixo musculus vem do Latim e significa "músculo", mas também pode ser interpretado como "camundongo pequeno". Carlos Lineu, que batizou a espécie em sua obra Systema Naturae, de 1758, estaria ciente disso ao usar este duplo sentido da palavra como uma ironia. Herman Melville chamava esta espécie de sulphur-bottom (ventre de enxofre, numa tradução livre do inglês) nos capítulos dedicados à descrição dos cetáceos presentes em sua obra-prima, Moby Dick, devido à tonalidade alaranjado-marrom ou amarela das camadas de diatomáceas presentes na pele de seu ventre. Outros nomes comuns utilizados no passado para as baleias-azuis incluem rorqual-de-sibbald (após Sibbald, o primeiro a descrever a espécie), grande-baleia-azul e grande-rorqual-do-norte. Atualmente, esses nomes não são mais utilizados. O primeiro uso do termo baleia-azul está registrado em Moby Dick, de Herman Melville. Contudo, a menção em Moby Dick é passageira e não está relacionada especificamente a esta espécie. Na realidade, o nome provém do norueguês blåhval, cunhado por Svend Foyn após este ter aperfeiçoado o lançador de arpões; em 1874, o cientista norueguês Georg Ossian Sars adotou-o como o nome vulgar da espécie em norueguês, que posteriormente foi traduzido para o português como baleia-azul.[carece de fontes?]
A espécie está classificada em três ou quatro subespécies: B. m. musculus, a baleia-azul que constitui as populações que habitam o norte dos oceanos Pacífico e Atlântico, B. m. intermedia, a baleia-azul do oceano Antártico, B. m. brevicauda, a baleia-azul-pigmeia encontrada no oceano Índico e no sul do oceano Pacífico, e a controversa B. m. indica, o grande-rorqual-da-índia, que habita o oceano Índico e, apesar de ter sido descrita anteriormente, pode ser a mesma que a subespécie B. m. brevicauda.

### Subespécies e estoques
Existem quatro subespécies de baleia-azul, reconhecidas pelo Comitê de Taxonomia da Sociedade para Mamalogia Marinha. Estão distribuídas em todas as principais bacias oceânicas, exceto no mar de Bering e no Oceano Ártico (embora tenham sido avistadas perto da borda do gelo no Atlântico Norte).
1. B. m. musculus[26]
2. B. m. intermedia[27]
3. B. m. brevicauda[28]
4. B. m. indica[29]

Algumas dessas subespécies foram divididas ainda mais, resultando em nove unidades de gestão reconhecidas:
1. Subespécies do norte (B. m. musculus) – população do nordeste do Pacífico
2. Subespécies do norte (B. m. musculus) – população do centro e noroeste do Pacífico
3. Subespécies do norte (B. m. musculus) – população do norte do Atlântico
4. Subespécies antárticas (B. m. intermedia)
5. Subespécies pigmeias (B. m. brevicauda) – população de Madagascar
6. Subespécies pigmeias (B. m. brevicauda) – população da Austrália Ocidental / Indonésia
7. Subespécies pigmeias (B. m. brevicauda) – população da Austrália Oriental / Nova Zelândia
8. Subespécies do norte do Índico (B. m. indica)
9. Subespécies chilenas (B. m.' subsp. não nomeada)

Subespécies do norte
Existem três populações na subespécie do norte B. m. musculus. Anteriormente, pensava-se que as baleias-azuis no Pacífico Norte pertenciam a pelo menos cinco populações separadas, no entanto, evidências de dados de movimento derivadas de marcas de satélite, identificação por fotografia, e dados acústicos suporta duas populações no Pacífico Norte - as populações do Pacífico Norte Oriental e as do Pacífico Central e Ocidental, com divisões de acordo com as chamadas acústicas estimadas por Monnahan et al. A terceira população, a população do Atlântico Norte ocidental, é a única população atualmente reconhecida no Atlântico Norte. No entanto, acredita-se que devam ser divididas em populações do leste e oeste do Atlântico Norte [60] [61] [62] com base em dados de identificação com foto.
Subespécies antárticas
Apesar de ter a maior diversidade de haplótipos de qualquer subespécie, a subespécie antártica é reconhecida como um estoque para fins de gerenciamento. Além disso, apenas um tipo de baleia-azul foi registrado no Oceano Antártico, e os dados de recaptura de marca sugerem movimentos de indivíduos inteiramente ao redor da Antártica.
Subespécies pigmeias
A subespécie de baleia-azul-pigmeia, B. m. brevicauda, tem três populações correspondentes a populações acústicas, incluindo uma população de Madagascar, uma população da Austrália Oriental / Nova Zelândia e uma população da Austrália Ocidental / Indonésia. Embora a população da Austrália Ocidental / Indonésia e a população da Austrália Oriental / Nova Zelândia sejam morfologicamente semelhantes e não geneticamente separadas, não há correspondências de identificação por fotografia entre as duas populações, e as frequências de haplótipos de DNA mitocondrial sugerem um alto grau de isolamento genético da população da Nova Zelândia. Uma fronteira acústica entre a população da Austrália Ocidental / Indonésia e a população da Austrália Oriental / Nova Zelândia foi identificada como a junção dos oceanos Índico e Pacífico.
Subespécies do norte do Índico
B. m. indica é atualmente considerada uma subespécie de baleia-azul. As evidências incluem uma estação de reprodução assíncrona com as baleias-azuis do hemisfério sul, um tipo distinto de chamamento no Seri Lanca, um comprimento total ligeiramente menor na maturidade e residência potencial durante todo o ano. No entanto, o chamamento dos espécimes do Seri Lanca não foi detectado a oeste da ilha, e há outro tipo no oeste do Oceano Índico Norte, ao largo de Omã e noroeste de Madagascar, chamada de chamamento de Omã, sugerindo uma população central do Oceano Índico.
Subespécies chilenas
As evidências sugerindo que as baleias-azuis na costa chilena são uma subespécie separada incluem separação geográfica discreta (latitudinalmente das antárticas e longitudinalmente das pigmeias), uma diferença no comprimento médio das fêmeas maduras, diferenciação genética significativa, e tipos de vocalização exclusivas. As baleias-azuis chilenas podem se sobrepor no Pacífico Tropical Oriental às antárticas e às do leste do Pacífico norte. As chilenas são geneticamente diferenciadas das antárticas e é improvável que se cruzem; no entanto, a diferenciação genética é menor com a do leste do Pacífico norte; pode haver fluxo gênico entre os hemisférios.

## Características

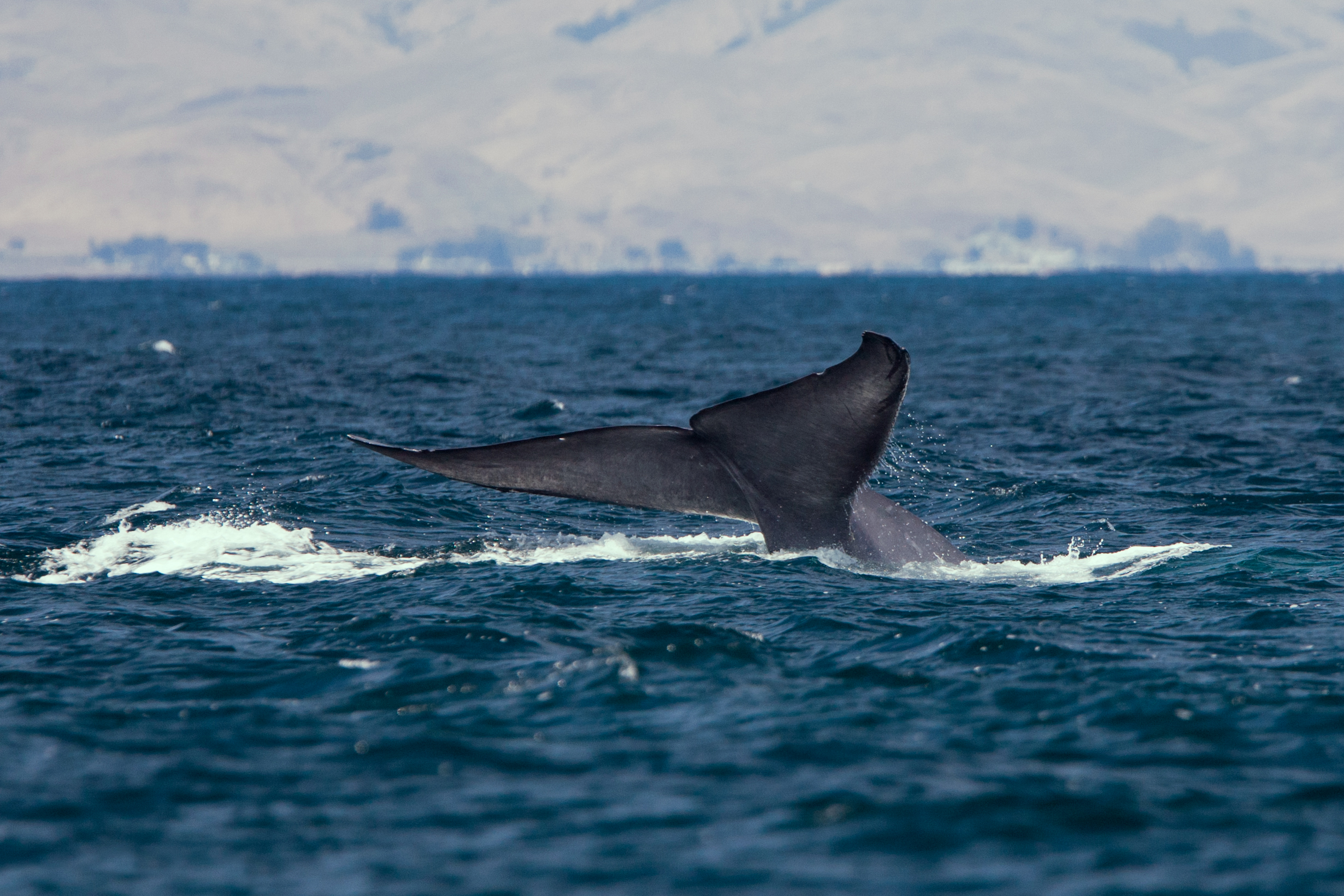
Uma baleia-azul, levantando as nadadeiras de sua cauda durante um mergulho

O corpo das baleias-azuis é longo e pontiagudo e, quando comparado ao corpo sólido e reforçado de outras baleias, parece um pouco mais alongado.
A cabeça é achatada, em formato parecido com um U, com um proeminente espinhaço indo desde o espiráculo até o topo do lábio superior. A parte frontal da boca, onde as lâminas córneas estão localizadas, é espessa; cerca de 300 lâminas, com algo em torno de um metro de comprimento cada, estão ligadas à maxila, percorrendo cerca de meio metro em direção ao interior da boca. Elas possuem algo entre 70 e 118 ranhuras (chamadas de dobras ventrais) ao longo da garganta, paralelas ao comprimento do corpo. Essas dobras ajudam a evacuar a água da boca depois de se alimentar (veja mais na respectiva seção abaixo).
A nadadeira dorsal é pequena, visível apenas por um curto período de tempo, enquanto mergulham. Localizada a cerca de 3/4 da distância da cabeça à cauda, sua forma varia de indivíduo para indivíduo; em alguns, a nadadeira dorsal não passa de um caroço muito difícil de se avistar, enquanto em outros ela pode ser proeminente, com forma de foice. Quando emergem para respirar, as baleias-azuis elevam seus ombros e espiráculo para fora da água muito mais do que as outras grandes espécies de baleias, como por exemplo as baleias-sei e as baleias-jubarte, o fazem. Com esta peculiaridade em mente, é possível a um observador diferenciar estas espécies umas das outras em pleno mar. Algumas baleias-azuis do norte dos oceanos Atlântico e Pacífico levantam as nadadeiras de suas caudas quando mergulham. Durante a respiração, elas expelem um jorro que pode atingir até 12 metros de altura, mas que tipicamente não passa dos 9 metros. O volume de seus pulmões pode atingir até os 5 000 ℓ. As Baleias-azuis têm espiráculos duplos, que são cobertos por um grande pára-respingos.

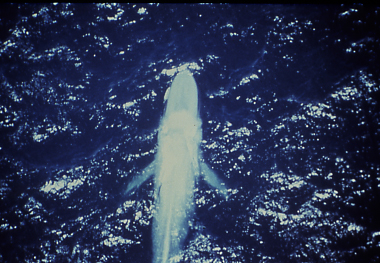
Vista aérea de uma baleia-azul exibindo suas nadadeiras peitorais

As nadadeiras têm entre 3 e 4 metros de comprimento. Enquanto a face superior é cinza, com uma fina borda branca, a face inferior é completamente branca. Normalmente, a cabeça e as nadadeiras da cauda são completamente cinzas. Suas partes superiores e, em alguns casos, as nadadeiras, são malhadas. Os padrões do malhado variam substancialmente de indivíduo para indivíduo: enquanto alguns apresentam apenas um tom cinza claro e uniforme, sem malhado algum, outros demonstram combinações de tons azuis escuros, cinzas e pretos, todos em uma malha muito densa.

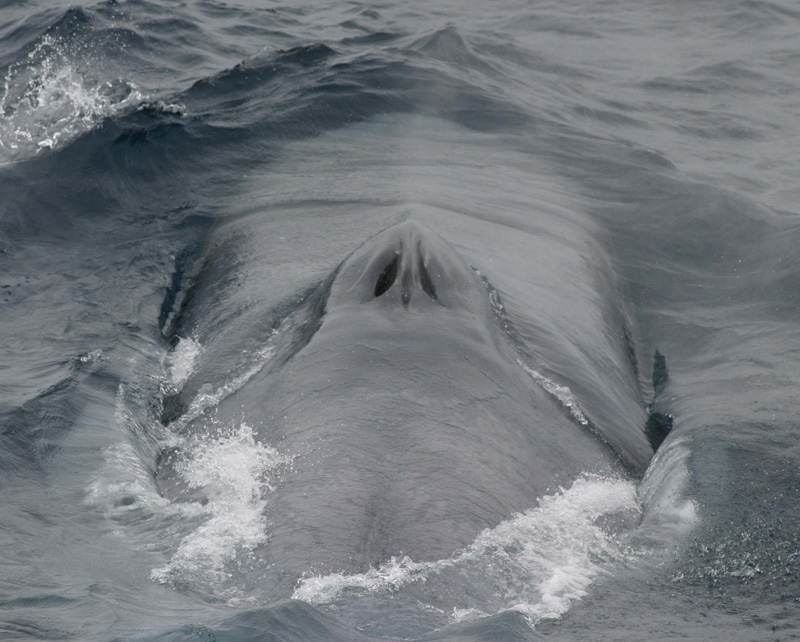
Orifício respiratório duplo de uma baleia-azul

Apesar de as baleias-azuis poderem atingir velocidades de até 50 quilômetros por hora por curtos períodos de tempo, principalmente quando estão interagindo umas com as outras, a velocidade em que nadam fica normalmente em torno dos 20 quilômetros por hora. Quando se alimentam, elas diminuem sua velocidade de nado para algo em torno dos 5 quilômetros por hora.
As baleias-azuis vivem sozinhas ou com um parceiro. Não se sabe por quanto tempo casais de baleias-azuis ficam viajando juntos. Contudo, em regiões com fartura de alimento, já foram avistadas até 50 baleias espalhadas por uma pequena área. As baleias-azuis não vivem em grandes grupos, como é o caso de outras espécies pertencentes à subordem dos misticetos.

### Dimensões

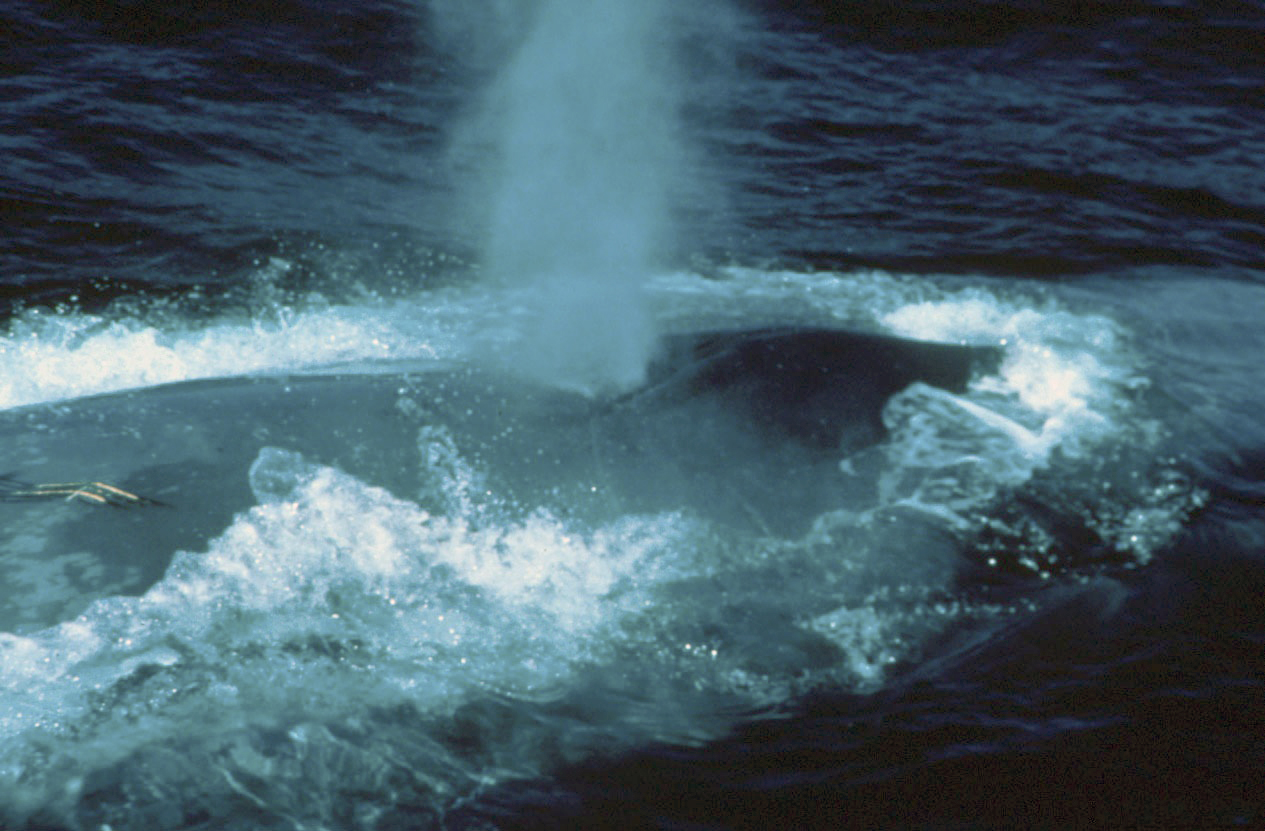
O jorro de uma baleia-azul

As baleias-azuis são um dos maiores e mais pesados animais que viveram de que se tem conhecimento. Algumas descobertas recentes questionam o seu recorde, como a estimativa através da reconstituição feita a partir de um esqueleto parcial de um Perucetus colossus e inferência do seu peso (entre 85 e 340 toneladas). Porém, um estudo publicado no periódico PeerJ contesta as suposições utilizadas no cálculo do peso. O maior dinossauro de que se tem conhecimento é o Argentinossauro, que viveu no Mesozoico, e pesava, segundo estimativas, até 90 toneladas.
Baleias-azuis, devido às suas dimensões, são muito difíceis de se pesar. Como é o caso da maioria das grandes baleias capturadas por baleeiros, baleias-azuis adultas nunca foram pesadas como um todo. Para poder pesá-las, seus corpos são primeiramente cortados em pedaços, o que resulta em um peso total menor do que real, pois durante o processo perde-se muito sangue e outros fluidos corporais. Mesmo assim, há registros de pesos entre 150 e 170 toneladas para indivíduos de até 27 metros de comprimento. O Laboratório Nacional de Mamíferos Marinhos dos Estados Unidos (NMML, na sigla em inglês) estima que o peso de um animal de 30 metros de comprimento ultrapasse as 180 toneladas. A maior baleia-azul pesada de maneira precisa até os dias de hoje pelos cientistas do NMML tinha 177 toneladas. De maneira geral, as baleias-azuis do norte do oceano Atlântico e do oceano Pacífico aparentam ser, em média, menores do que as que vivem nas águas da Antártida.

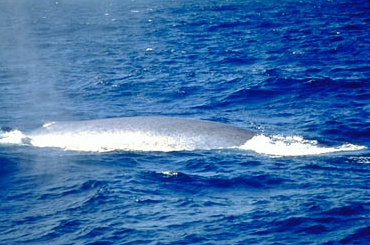
A pequena nadadeira dorsal está à mostra no canto esquerdo da foto

Existe uma certa incerteza quanto à maior baleia-azul já encontrada, pois a maior parte dos dados provém de animais mortos nas águas da Antártida durante a primeira metade do século XX, tendo sido coletados por caçadores de baleias pouco versados nos métodos científicos de medição de animais. A baleia mais pesada de que se tem registro pesava 190 toneladas. As baleias mais compridas que jamais foram medidas são duas fêmeas medindo respectivamente 32,6 e 33,3 metros. O peso das duas baleias, contudo, não foi coletado na ocasião de sua captura. A maior baleia já medida por cientistas do NMML, uma fêmea capturada por baleeiros japoneses na Antártida entre 1946 e 1947, tinha 29,9 metros de comprimento. Já no norte do oceano Pacífico, o maior registro é de uma fêmea, também capturada por baleeiros japoneses, em 1959, com 27,1 metros de comprimento, e no norte do oceano Atlântico, uma outra fêmea, capturada no Estreito de Davis, com 28,1 metros de comprimento.

Comparação de tamanho de um humano em relação à baleia-azul

Devido às grandes dimensões das baleias-azuis, muitos de seus órgãos são os maiores do reino animal. Uma língua de baleia-azul pesa algo em torno de 2,7 toneladas, equivalente ao peso de um elefante e, quando completamente expandida, sua boca é capaz de reter até 90 toneladas de alimento e água. Apesar do tamanho de sua boca, as dimensões de sua garganta são tais que uma baleia-azul é incapaz de engolir um objeto maior que uma bola de praia. Seu coração pesa em torno de 600 quilos e é a maior parte de corpo conhecida de todos os animais. A aorta de uma baleia-azul tem aproximadamente 23 centímetros de diâmetro. Durante os primeiros sete meses de vida, uma baleia-azul jovem bebe aproximadamente 400 l de leite por dia. Baleias-azuis jovens crescem muito rapidamente, podendo ganhar peso corporal a uma taxa de até 90 quilos a cada 24 horas. Quando nascem, podem pesar até 2 700 quilos – o mesmo que hipopótamo adulto. A cabeça de uma baleia-azul é tão grande que cinquenta pessoas poderiam apoiar-se em sua língua.[carece de fontes?] Um bebê (humano) poderia gatinhar através das principais artérias da baleia-azul e um humano adulto poderia até arrastar-se pela sua aorta. O órgão reprodutor do macho (o pênis), chega a medir 3 metros de comprimento.[carece de fontes?]

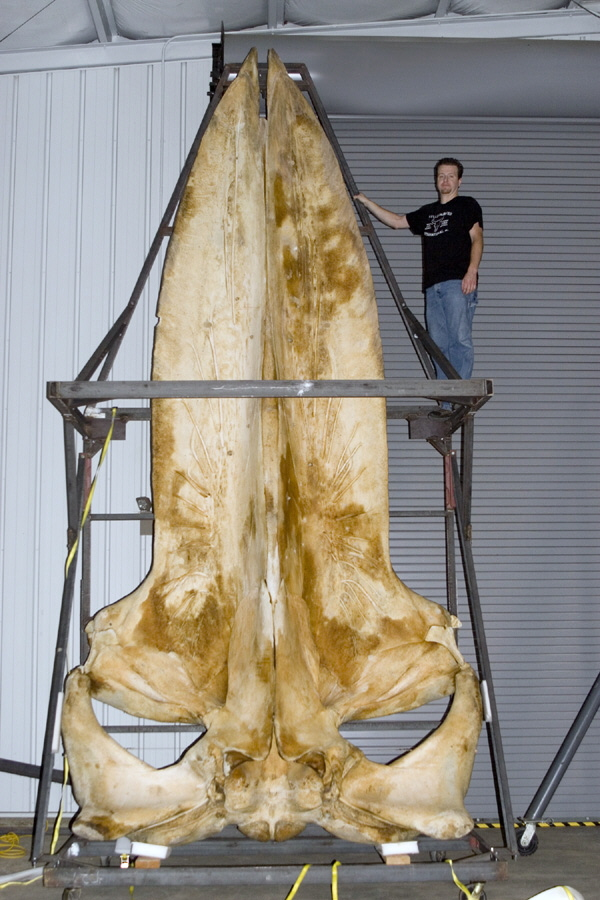
Um crânio de baleia-azul com de comprimento do acervo do Museu Nacional de História Natural dos Estados Unidos

## Comportamento

### Migração
O mecanismo por trás da migração das baleias modernas é debatido. A migração pode funcionar para reduzir o parasitismo, os patógenos e a competição, melhorar o acesso às presas na primavera e no verão, reduzir a predação dos filhotes pelas orcas e otimizar a termorregulação para o crescimento no inverno. Para muitos misticetos, como as baleias-jubarte e cinzentas, um padrão geral de migração pode ser definido como a migração de um lado para outro entre áreas de alimentação em latitudes mais altas e habitats de reprodução em latitudes mais baixas anualmente. Em contraste, as baleias-azuis têm padrões de movimento menos específicos, com evidências substanciais de estratégias alternativas, como residência durante todo o ano, migração parcial ou diferencial e hábitos anômalos, como alimentação em criadouros.

### Velocidade de nado
Dados de baleias-azuis marcadas por satélite do Pacífico Norte Oriental sugerem taxas de viagens de lazer de 4 nós (7,4 km / h; 4,6 mph), com uma velocidade média mínima de 1,55 ± 1,68 milhas por hora (1,35 ± 1,46 kn) (2,49 ± 2,7 km / h). Com animais marcados por satélite adicionais relataram velocidades médias de nado de 108 ± 33,3 quilômetros (67,1 ± 20,7 mi) / dia. Lagerquist et al. relataram velocidades médias de nado de 108 ± 33,3 km (67,1 ± 20,7 mi) / dia, variando de 58–172 quilômetros (36–107 mi) / dia. Uma baleia-azul-pigmeia marcada ao largo de Perth Canyon, Austrália Ocidental, viajou a velocidades médias de 1,7 ± 1,4 milhas por hora (2,8 ± 2,2 km / h). A velocidade máxima de uma baleia-azul enquanto é perseguida ou assediada foi relatada em 12-30 milhas por hora (20-48 km / h).

### Alimentação
As baleias-azuis alimentam-se quase que exclusivamente de krill, podendo ainda ingerir um pequeno número de copépodes. As espécies de plâncton
das quais as baleias-azuis alimentam-se varia de oceano para oceano. Ao norte do oceano Atlântico o cardápio é composto usualmente de Meganyctiphanes norvegica, Thysanoessa raschii, Thysanoessa inermis e Thysanoessa longicaudata; ao norte do oceano Pacífico, Euphausia pacifica, Thysanoessa inermis, Thysanoessa longipes, Thysanoessa spinifera, Nyctiphanes symplex e Nematoscelis megalops; e, no oceano Antártico, Euphausia superba, Euphausia crystallorophias e Euphausia valentin.
Uma baleia-azul adulta pode comer até 40 milhões krill  em um dia. As baleias sempre alimentam-se nas áreas de maior concentração de krill, podendo comer até 3 600 quilos de krill num único dia. Isso equivale a uma dieta de aproximadamente 1,5 milhões de quilocalorias diárias.
Devido ao fato de o krill se mover, as baleias-azuis alimentam-se normalmente a profundidades superiores a 100 metros durante o dia, vindo a alimentar-se na superfície somente à noite. A duração típica dos mergulhos para alimentação é de 10 minutos, porém períodos de até 20 minutos são também observados. O mergulho mais longo registrado foi de 36 minutos. Para se alimentar, as baleias movem-se rapidamente em direção a grupos de krill, tomando os animais e grandes quantidades de água em sua boca. Na sequência, a água é pressionada para fora com ajuda da bolsa ventral e da língua, passando por suas lâminas córneas. Assim que toda a água é empurrada para fora da boca, o krill remanescente, preso às lâminas córneas, é engolido. Baleias-azuis podem também consumir peixes pequenos, crustáceos e lulas capturadas junto com o krill.

### Parasitas e epibióticos
Exceto as diatomáceas (Cocconis ceticola), que podem criar um brilho amarelado em indivíduos e rêmoras (que se alimentam de pele descamada), parasitas externos e epibióticos são raros nas baleias-azuis. Incluem os cirrípedes Conchoderma auritum e Coronula reginae; o primeiro frequentemente se fixa ao último ou às placas das barbatanas; a pseudo-craca Xenobalanus globicipitis; o piolho-de-baleia Cyamus balaenopterae; e o cilióforo Haematophagus, que é muito comum nas placas das barbatanas.

### Reprodução e nascimento
Usando o número de lâminas de cera depositadas no tampão de ouvido e o desenvolvimento dos órgãos sexuais das baleias mortas, foi determinado que as baleias-azuis atingem a maturidade sexual por volta dos 10 anos de idade e com um comprimento médio de 23,5 metros (77 pés) para as baleias-azuis da Antártica. Outro método para determinar a idade na maturidade sexual envolve medições de testosterona nas barbatanas de baleias-azuis machos. As concentrações de testosterona medidas nas barbatanas sugerem que a idade de maturidade sexual de uma baleia-azul era de nove anos. As baleias-azuis-pigmeias machos tinham em média 18,7 metros (61,4 pés) na maturidade sexual. As baleias-azuis-pigmeias fêmeas têm 21,0-21,7 metros (68,9-71,2 pés) de comprimento e aproximadamente 10 anos de idade na idade de maturidade sexual.
As baleias-azuis não exibem nenhuma estrutura social bem definida além dos laços mãe-filhote desde o nascimento até o desmame. Geralmente são solitárias ou encontradas em pequenos grupos. Pouco se sabe sobre o comportamento de acasalamento ou áreas de procriação e parto. Como um casal viajante, uma baleia-azul macho geralmente segue uma fêmea, e geralmente é bem-sucedida em repelir um macho intruso após uma batalha curta e vigorosa. A anatomia da baleia-azul, especificamente uma pequena proporção de peso entre testículo e corpo e observações visuais documentadas de um segundo macho se juntando ao par viajante, sugere uma estratégia de competição macho-macho poligínica e antagônica. Acredita-se que o acasalamento ocorra no outono e durante o inverno.
As fêmeas de baleias-azuis dão à luz a cada dois a três anos, dependendo da condição corporal e do período de lactação. Estima-se que baleias-azuis-pigmeias deem à luz a cada 2,6 anos (IC de 95% = 2,2–3,0). As fêmeas grávidas ganham cerca de quatro por cento de seu peso corporal diariamente, totalizando 60% de seu peso corporal total durante os períodos de forrageamento do verão. A gestação dura de 10 a 11 meses. Nenhum registro de nascimentos naturais é conhecido, embora uma baleia-azul que acabou no porto de Triquinimale deu à luz um filhote antes de ser rebocado de volta ao mar no dia seguinte.
Para as baleias-azuis da Antártica, um único filhote nasce com 7,0 metros (23 pés) de comprimento e pesa 2,8–3 toneladas (2,8–3,0 toneladas longas; 3,1–3,3 toneladas curtas). Há um período de desmame de seis a oito meses até que o filhote tenha 16 metros (53 pés) de comprimento. O leite contém aproximadamente (g / 100 g) 45-48 água, 39-41 gordura, 11-12 proteína, 7,4 carboidratos e 1,3 açúcar, portanto, contendo 12 vezes mais gordura do que o leite integral de vaca. A quantidade de leite transferida da mãe para o filhote não foi medida. O leite contém 18 megajoules (MJ) por quilos, o que é aproximadamente 4.302 quilocalorias / quilo. Os filhos da baleia-azul ganham cerca de 37 500 libras (17.000 quilos) durante o período de desmame. As estimativas sugerem que, como os filhotes requerem 2–4 quilos (4,4–8,8 libras) de leite por quilo de ganho de massa, as baleias-azuis provavelmente produzem 220 quilos (490 libras) de leite por dia (variando de 110 a 320 quilos (240 a 710 libras) de leite por dia). O primeiro vídeo de um filho que se pensa estar amamentando foi filmado na Nova Zelândia em 2016.

### Audição
Não existem medições diretas da sensibilidade auditiva das baleias-azuis. As previsões auditivas são inferidas de estudos anatômicos, intervalos de vocalização, e respostas comportamentais ao som. Os ouvidos internos da baleia-azul parecem bem adaptados para detectar sons de baixa frequência. Suas vocalizações também são predominantemente de baixa frequência; portanto, sua audição é presumivelmente melhor para detectar essas faixas de frequência. Southall et al. estimou a faixa de audição dos cetáceos em aproximadamente 7 Hz a 22 kHz.

### Vocalização
As vocalizações da baleia-azul estão entre os sons de frequência mais altos e mais baixos produzidos por qualquer animal. O nível de origem das baleias-azuis ao largo do Chile na faixa de 14 a 222 Hz foi estimado em 188 dB re 1 μPa a 1 m, 189 dB re 1 μPa a 1 m para as baleias-azuis da Antártica, e 174 dB re 1 μPa a 1 m para baleias-azuis pigmeias. A frequência fundamental para vocalizações de baleias-azuis varia de 8 a 25 Hz. Os tipos de música da baleia-azul foram divididos inicialmente em nove tipos de música, embora pesquisas em andamento sugiram que existem pelo menos 13 tipos de música.
Os possíveis motivos para os chamados incluem:
1. manutenção da distância interindividual
2. espécie e reconhecimento individual
3. transmissão de informações contextuais (por exemplo, alimentação, alarme, namoro)
4. manutenção da organização social (por exemplo, ligações de contato entre mulheres e homens)
5. localização de recursos topográficos,
6. localização de recursos de presas.

As vocalizações produzidas pela população do nordeste do Pacífico foram bem estudadas. Esta população produz pulsos de baixa frequência de longa duração ("A") e chamados tonais ("B"), tons de varredura para cima que precedem os chamados de tipo B ("C"), tons de varredura para baixo de duração moderada ("D") e variáveis sons modulados por amplitude e sons modulados por frequência. Os chamados A e B são frequentemente produzidos em sequências repetidas e concomitantes como música apenas pelos machos, sugerindo uma função reprodutiva. Chamados D são produzidos por ambos os sexos durante as interações sociais durante o forrageamento e podem ser considerados chamados de contato multiuso. Como os cantos também foram gravados em trios de baleias-azuis em um contexto que foi considerado reprodutivo, foi sugerido recentemente que esse canto tem funções diferentes. O canto da baleia-azul registrado no Seri Lanca é uma frase de três unidades. A primeira unidade é um chamado pulsátil de 19,8 a 43,5 Hz, com duração de 17,9 ± 5,2 segundos. A segunda unidade é uma varredura FM para cima de 55,9 para 72,4 Hz com duração de 13,8 ± 1,1 segundos. A unidade final é um tom longo (28,5 ± 1,6 s) que varia de 108 a 104,7 Hz. O canto da baleia-azul registrado fora de Madagascar, uma frase de duas unidades, começa com 5–7 pulsos com uma frequência central de 35,1 ± 0,7 Hz e duração de 4,4 ± 0,5 segundos, seguido por um tom de 35 ± 0 Hz com duração de 10,9 ± 1,1 segundos. No Oceano Antártico, os cantos das baleias-azuis duram cerca de 18 segundos e consistem em um tom de 27 Hz de 9 segundos de duração, seguido por uma varredura para baixo de 1 segundo para 19 Hz e outra varredura para baixo para 18 Hz. Também produzem chamados curtos, com duração de 1 a 4 segundos e moduladas em frequência, que variam em frequência entre 80 e 38 Hz.
Pelo menos sete tipos de canto de baleia-azul foram mudando linearmente para baixo na frequência tonal ao longo do tempo, embora em taxas diferentes. A frequência tonal da baleia-azul do nordeste do Pacífico é 31% menor do que no início dos anos 1960. A frequência das baleias-azuis pigmeias na Antártica diminuiu a uma taxa de alguns décimos de hertz por ano a partir de 2002. Uma hipótese é que, conforme as populações de baleias-azuis se recuperam da caça às baleias, isso aumenta a pressão de seleção sexual (ou seja, uma frequência mais baixa indica um tamanho corporal maior).

## Ameaças

### Ameaças antropogênicas

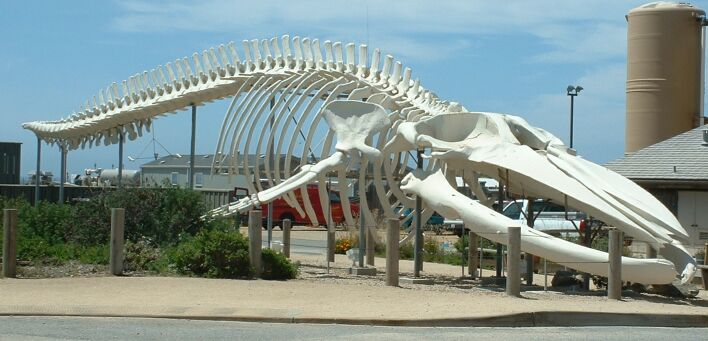
Esqueleto de baleia-azul em frente ao Long Marine Laboratory da Universidade da Califórnia em Santa Cruz

- Ataques de navios: os ataques de navios são um fator de mortalidade significativo para as baleias-azuis, especialmente na costa oeste dos Estados Unidos,[162] que tem algumas das maiores densidades de tráfego de navios comerciais do mundo.[163] Nove baleias-azuis foram conhecidas por terem sido mortas e uma gravemente ferida por ataques de navios entre 2007 e 2010 ao largo da Califórnia.[164] As cinco mortes em 2007 foram consideradas um evento de mortalidade incomum, conforme definido na Lei de Proteção de Mamíferos Marinhos.[162][165] Os ataques letais de navios também são um problema nas águas do Seri Lanca, onde seu habitat se sobrepõe a uma das rotas marítimas mais movimentadas do mundo.[166][167] Ataques de navios mataram onze baleias-azuis entre 2010 e 2012 em torno do Seri Lanca,[168] e pelo menos duas em 2014.[169] Ataques de navios mataram duas baleias-azuis chilenas nos últimos anos no sul do Chile.[170][171] Possíveis medidas para reduzir futuros ataques de navios incluem melhores modelos de previsão de distribuição de baleias, mudanças nas rotas de navegação, reduções de velocidade de embarcações e gerenciamento sazonal e dinâmico de rotas de navegação.[163][172][173]

- Emaranhamento: Poucos casos de emaranhamento de baleias-azuis em equipamentos de pesca comercial foram documentados. O primeiro relatório nos Estados Unidos ocorreu ao largo da Califórnia em 2015, supostamente algum tipo de armadilha de águas profundas / pesca com potes.[174] Mais três casos de emaranhamento foram relatados em 2016.[175] No Seri Lanca, uma baleia-azul foi documentada com uma rede enrolada em sua boca, ao longo dos lados de seu corpo, e enrolada em sua cauda.[176] Existem também efeitos não letais de complicações, incluindo estresse, que diminui o sucesso reprodutivo de um indivíduo ou reduz a expectativa de vida. Lesões causadas por emaranhamentos podem enfraquecer os indivíduos, tornando-os mais vulneráveis a outras causas de mortalidade.[177][178]

- Ruído oceânico: O aumento do ruído subaquático antropogênico altera o ambiente acústico e afeta as baleias-azuis.[179] Além de mascarar os intervalos de comunicação da baleia-azul,[180][181] a exposição ao som antropogênico pode causar uma série de respostas comportamentais. Para as baleias de barbatanas, essas respostas variam de moderadas a severas, e foi demonstrado que causam mudanças imediatas nos intervalos de comportamento de natação e mergulho,[182][183] interrupções de forrageamento, descanso e socialização,[184] deslocamento de habitat,[182] perda de audição;[183] e habituação,[185][186] além da exposição ao ruído de navegação comercial[187][188] e pesquisas sísmicas como parte da exploração de petróleo e gás.[189][190] As baleias-azuis no cabo sul da Califórnia diminuíram a vocalização na presença de sonar ativo de média frequência (MFA).[191] A exposição ao sonar MFA simulado interrompeu sua alimentação, especialmente quando os animais estavam no modo de alimentação profunda, embora as respostas dependessem muito do estado comportamental do animal no momento da exposição.[192][179][193][194][195]

- Poluentes: Os impactos potenciais dos poluentes nas baleias-azuis são desconhecidos. No entanto, como as baleias-azuis se alimentam de um nível baixo na cadeia alimentar, há uma chance menor de bioacumulação de contaminantes químicos orgânicos.[196] A análise da cera de ouvido de um macho de baleia-azul morto em uma colisão com um navio na costa da Califórnia mostrou contaminantes como pesticidas, retardadores de chama e mercúrio. Perfis reconstruídos de poluentes orgânicos persistentes (POP) sugeriram que uma transferência materna substancial ocorreu durante a gestação e / ou lactação.[110] baleias-azuis machos no Golfo de São Lourenço, Canadá, apresentaram concentrações mais altas de PCBs, diclorodifeniltricloroetano (DDT), metabólitos e vários outros compostos organoclorados em relação às fêmeas, refletindo a transferência materna desses contaminantes persistentes das fêmeas para os jovens.[197]

- Plásticos e microplásticos: O impacto da ingestão de plásticos e microplásticos nas baleias-azuis é desconhecido. As baleias de barbatana são expostas à ingestão de plástico como resultado da atividade de alimentação do filtro. Microplásticos também podem ser uma fonte significativa de poluentes orgânicos persistentes, bem como polietileno, polipropileno e, particularmente, ftalatos, que são potenciais disruptores endócrinos e podem afetar a viabilidade populacional.[198][199]

- Óleo: as baleias podem inalar, ingerir ou absorver compostos de petróleo ou dispersantes, que podem causar lesões no trato respiratório ou gastrointestinal ou afetar as funções hepáticas ou renais.[200][201] Embora a ingestão seja um risco para as baleias, um estudo de 2019 descobriu que o óleo não sujou as barbatanas e, em vez disso, foi facilmente enxaguado pela água corrente.[202]

- Mudanças climáticas: As projeções atuais de mudanças climáticas preveem que o habitat da baleia-azul diminuirá significativamente.[203][204] Além disso, o aquecimento dos oceanos pode afetar a disponibilidade de krill de várias maneiras, incluindo a distribuição vertical devido ao aprofundamento da termoclina e ao aumento da estratificação da coluna de água[205] e mudanças na direção dos polos resultantes da contração do habitat favorável e mudanças na ressurgência costeira.[206][207][208] A acidificação do oceano pode afetar adversamente as presas da baleia-azul, como o desenvolvimento embrionário do krill,[209] as taxas de eclosão[210] e a fisiologia metabólica pós-larval.[211]

### Ameaças naturais
- Predação: A única ameaça natural conhecida para as baleias-azuis é a orca (Orcinua orca), embora a taxa de ataques fatais por orcas seja desconhecida. Estudos de identificação por fotografia de baleias-azuis estimaram que uma alta proporção de indivíduos no golfo da Califórnia têm cicatrizes semelhantes a um ancinho, indicativas de encontros com orcas.[212] No sudeste da Austrália, 3,7% das baleias-azuis fotografadas tinham marcas e 42,1% das baleias-azuis pigmeias fotografadas no oeste da Austrália tinham marcas.[213] A predação documentada por orcas é rara. Uma baleia-azul mãe e filhote foram observados pela primeira vez sendo perseguidos em alta velocidade por orcas no sudeste da Austrália.[214] O primeiro ataque documentado ocorreu em 1977 no sudoeste da península da Baixa Califórnia, no México, mas a baleia ferida escapou após cinco horas.[215] Outras quatro baleias-azuis foram documentadas como perseguidas por um grupo de orcas entre 1982 e 2003.[216] O primeiro evento de predação documentado por orcas ocorreu em setembro de 2003, quando um grupo de orcas no Pacífico Tropical Oriental foi encontrado se alimentando de um filhote de baleia-azul recentemente morto.[217] Em março de 2014, um operador de barco comercial de observação de baleias registrou um incidente envolvendo um grupo de orcas temporárias assediando uma baleia-azul na Baía de Monterey.[218] Um incidente semelhante foi registrado por um drone na baía de Monterey em maio de 2017.[219] Em ambos os casos, a baleia-azul fugiu e escapou. Uma segunda morte documentada ocorreu em maio de 2019 na costa sul da Austrália Ocidental, quando orcas atacaram, mataram e comeram uma baleia-azul subadulta.[220]

- Competição: Há pouca ou nenhuma evidência direta de competição interespecífica entre as baleias-azuis e outras espécies de baleias de barbatanas.[221] Pesquisas usando marcação, pesquisas de transecto linear, pesquisas hidroacústicas e amostragem de rede descobriram que, apesar da sobreposição com baleias-azuis e outras baleias de barbatanas, parece haver partição de nicho[222][223][224] no espaço e / ou tempo e seleção de espécies de presas.[225][226][227] No Oceano Antártico, descobriu-se que as baleias de barbatanas se alimentam preferencialmente de krill antártico de tamanhos específicos, o que resultaria em competição interespecífica reduzida.[228]

### Ameaças históricas
As baleias-azuis foram inicialmente difíceis de caçar devido ao seu tamanho e velocidade. Tomadas em grande escala não começaram até 1864, quando o norueguês Svend Foyn inventou o arpão explosivo que poderia ser usado em navios movidos a vapor e diesel. A caça da baleia-azul atingiu o pico em 1931, quando mais de 29 000 baleias-azuis foram mortas. A Comissão Baleeira Internacional proibiu toda a caça de baleias-azuis em 1966 e deu a elas proteção mundial. No entanto, a União Soviética continuou a caçar ilegalmente baleias-azuis no hemisfério norte e sul até 1973.

## Estado de conservação
A população global de baleias-azuis foi estimada em 5 000-15 000 indivíduos maduros em 2018. Foram protegidas em áreas do Hemisfério Sul a partir de 1939. Em 1955, receberam proteção completa no Atlântico Norte sob a Convenção Internacional para a Regulamentação da Caça à Baleia; essa proteção foi estendida à Antártica em 1965 e ao Pacífico Norte em 1966. O estatuto de proteção das baleias-azuis do Atlântico Norte não foi reconhecido pela Islândia até 1960. As baleias-azuis são formalmente classificadas como ameaçadas de extinção pela Lei de Espécies Ameaçadas e consideradas esgotadas e estratégicas pela Lei de Proteção ao Mamífero Marinho. A União Internacional para a Conservação da Natureza (UICN) listou as baleias-azuis como ameaçadas de extinção.
Também estão listadas no Apêndice I da Convenção sobre o Comércio Internacional de Espécies Ameaçadas de Fauna e Flora Selvagem e a Convenção sobre a Conservação de Espécies Migratórias de Animais Selvagens. Embora para algumas populações não haja informações suficientes sobre as tendências atuais de abundância (por exemplo, baleias-azuis pigmeias), outras estão em perigo crítico (por exemplo, baleias-azuis da Antártica).